# 交響曲第25番 (ハイドン)
交響曲第25番 ハ長調 Hob. I:25 は、フランツ・ヨーゼフ・ハイドンが作曲した交響曲。
初期の交響曲ではあるが、エステルハージ家の副楽長時代のものか、それ以前モルツィン伯爵に仕えていた時代のものかは明らかでない。

## 編成
オーボエ2、ホルン2、第1ヴァイオリン、第2ヴァイオリン、ヴィオラ、低音（チェロ、ファゴット、コントラバス）。

## 曲の構成
全3楽章、演奏時間は約14分。3楽章構成の交響曲はハイドンの初期には多いが、この曲のように緩徐楽章を欠くものはほかに例がない。そのかわり第1楽章に長めの序奏が付随する。また、全ての楽章が同じ調性で書かれている。
- 第1楽章 アダージョ - アレグロ・モルト
ハ長調、4分の4拍子 - 4分の2拍子、ソナタ形式。
アダージョの序奏部（4分の4拍子）は23小節からなり、弦楽器で主題が対位法的に出現し、終わりそうで終わらない（フェルマータが2回出現する）やや不思議な音楽になっている。
序奏の後にアレグロ・モルトの主部（4分の2拍子）に入るが、こちらは明るくごく単純なソナタ形式の曲である。低音楽器の刻みに乗って上昇分散和音の主題が出現する。再現部の第2主題はかなり変形されている。

- 第2楽章 メヌエット - トリオ
ハ長調、4分の3拍子。
メヌエット主部はトリル、付点つきリズム、3連符などを組み合わせた、はずんだ音楽である。トリオでは弦楽器のピッツィカートによる素朴な伴奏に乗ってオーボエとホルンが旋律を演奏する。

- 第3楽章 プレスト
ハ長調、4分の2拍子、ソナタ形式。

2分音符による4つの音を主題とする。短い展開部のはじめでは第2ヴァイオリンが第1ヴァイオリンを1小節遅れて追いかけ、再現部のはじめでは低音が第1ヴァイオリンの主題を2小節遅れて追いかける対位法な手法が使われている。